# Andy Mapple
Andrew Henry Mapple (Lytham St Annes, 3 novembre 1962 – Florida, 22 agosto 2015) è stato uno sciatore nautico britannico.

## Biografia
Nativo di Preston, Lancashire, in Inghilterra, provenendo da una famiglia di indole molto competitiva, fu spronato a competere dal padre, a sua volta detentore di un record di vittorie nell'ambito del “rally”.
A causa del clima freddo dell'Inghilterra, Andy cominciò a sciare solamente a 13 anni. Ben presto però entro nel giro agonistico e a 18 anni venne convocato nella rosa della nazionale inglese. Ma non gli bastò. Nel 1981 infatti Andy vinse il primo dei 6 titoli mondiali.
Quindi si trasferì in Florida dove entrò a far parte del giro degli atleti americani, che allora dominavano la scena dello slalom mondiale e vinse il prestigioso titolo degli U.S. Masters per 5 anni consecutivi, dal 1984 al 1988. quindi nel 1989 dominò i circuiti slalomistici americani e batté per ben 3 volte il record mondiale. Ma Mapple non si fermò lì. Infatti continuò a dominare saldamente la ranking list mondiale ininterrottamente dal 1985 fino al suo ritiro.

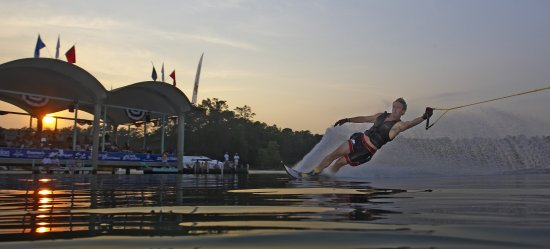
Andy Mapple alla sua ultima partecipazione agli U.S. Masters